# Tjempion mira (film fra 2021)
|  | For filmen Tjempion mira fra 1954, se Verdensmester (film fra 1954) |
Tjempion mira (russisk: Чемпион мира, da.: ‘Verdensmester’) er en russisk spillefilm fra 2021 af Aleksej Sidorov.

## Medvirkende
- Ivan Jankovskij som Anatolij Karpov
- Konstantin Khabenskij som Viktor Kortjnoj
- Vladimir Vdovitjenkov som Gradov
- Viktor Dobronravov som Sergej Maksimov
- Viktor Sukhorukov som Viktor Baturinskij